# Rio Grande (Bahia)
O rio Grande é um curso de água do estado da Bahia, Região Nordeste do Brasil, pertencente à bacia do rio São Francisco. Nasce na serra Geral de Goiás, no município de São Desidério, percorrendo 580 km até sua foz no rio São Francisco em Barra. Sua bacia hidrográfica conta com área total de cerca de 75 mil km² e abrange 18 municípios, sendo o principal Barreiras.
| |  |  |
| Rio Grande visto de cima da ponte Ciro Pedrosa em agosto de 2017 durante a época mais seca do ano; imagem do mesmo ângulo capturada durante a cheia do rio, consequência das chuvas que atingiram todo o estado em dezembro de 2021. |  |  |

O rio Grande corre na direção sudoeste-nordeste, recebendo seus principais afluentes pela margem esquerda, como os rios das Fêmeas, de Ondas, Branco e Preto. Esses afluentes correm em direção geral oeste-leste, trazendo os deflúvios das cabeceiras ocidentais úmidas. O rio Preto ocupa quase toda a parte setentrional da bacia. Pela margem direita, o principal afluente é o rio São Desidério, além do rio Tamanduá, de menor porte.
A nascente do rio Grande e seus afluentes da margem esquerda se encontram em região tropical contígua ao vale úmido do rio Tocantins, com chuvas favorecendo a perenidade dos rios. Já na parte média e oriental da bacia o predomínio é do clima semiárido, assim como típico do médio São Francisco, com chuvas irregulares que não contribuem com o abastecimento dos leitos. Cabe ressaltar que a maioria dos afluentes da bacia são intermitentes.